# 第74届奥斯卡金像奖
第74届奥斯卡颁奖典礼是美国电影艺术与科学学院旨在奖励2001年最优秀电影的一场晚会，于太平洋时区2002年3月24日在美国加利福尼亚州洛杉矶好莱坞的杜比剧院举行，共计颁发了24座奥斯卡金像奖（也称学院奖）。晚会通过ABC在美国直播，由劳拉·泽斯金担任制片人，路易斯··霍维茨导演，女演员乌比·戈德堡第四度担任主持人，她之前还曾主持过1994年举行的第66届颁奖典礼、1996年举行的第68届颁奖典礼和1999年举行的第71届颁奖典礼。三个星期前的3月2日，另一位女演员查理兹·塞隆在比佛利山的威尔希尔丽晶酒店主持颁发了奥斯卡科技成果奖。
《美丽心灵》赢得包括最佳影片和导演在内的四项大奖。其它获奖电影包括同样获奖四项的《指环王：护戒使者》，获奖两项的《黑鹰坠落》和《红磨坊》，获奖一项的《会计师》（The Accountant）、《鸟！鸟！鸟！》、《高斯福庄园》、《长路将尽》（Iris）、《死囚之舞》、《怪物公司》、《周日早晨谋杀案》（Murder on a Sunday Morning）、《三不管地帶》（No Man's Land）、《珍珠港》、《怪物史瑞克》、《透特》（Thoth）和《训练日》。虽然本次电视直播时长达到创纪录的4小时23分钟，但还是平均吸引了近4千2百万美国观众收看。

## 获奖和提名
第74届奥斯卡金像奖提名名单于2002年2月12日由学院主席弗兰克·皮尔森和女演员馬西雅·蓋·哈登一起在比佛利山的塞缪尔·戈尔德温剧院公布。《指环王：护戒使者》以13项提名领跑，是电影史上第7部获得这么多项提名的电影，《美丽心灵》和《红磨坊》均以8项提名排在第二位。
获奖名单在2002年3月24日举行的颁奖典礼上公布。最佳影片奖由梦工厂出品的《美丽心灵》获得，该公司之前两年还分别因《美国丽人》和《角斗士》连续获得第72和第73届奥斯卡最佳影片奖，成为历史上第二家在该奖项上达成三连冠的制片公司。丹泽尔·华盛顿成为继西德尼·波蒂埃以来的第一位夺得影帝桂冠的黑人男演员。哈莉·贝瑞成为历史上首位非裔影后。朱迪·丹奇和凯特·温丝莱特均因在《长路将尽》中饰演爱尔兰作家艾瑞斯·梅铎而分别获得女主角和女配角奖提名，成为历史上第二对在同一部电影中扮演同一人物并双双获得提名的女演员。

### 奖项

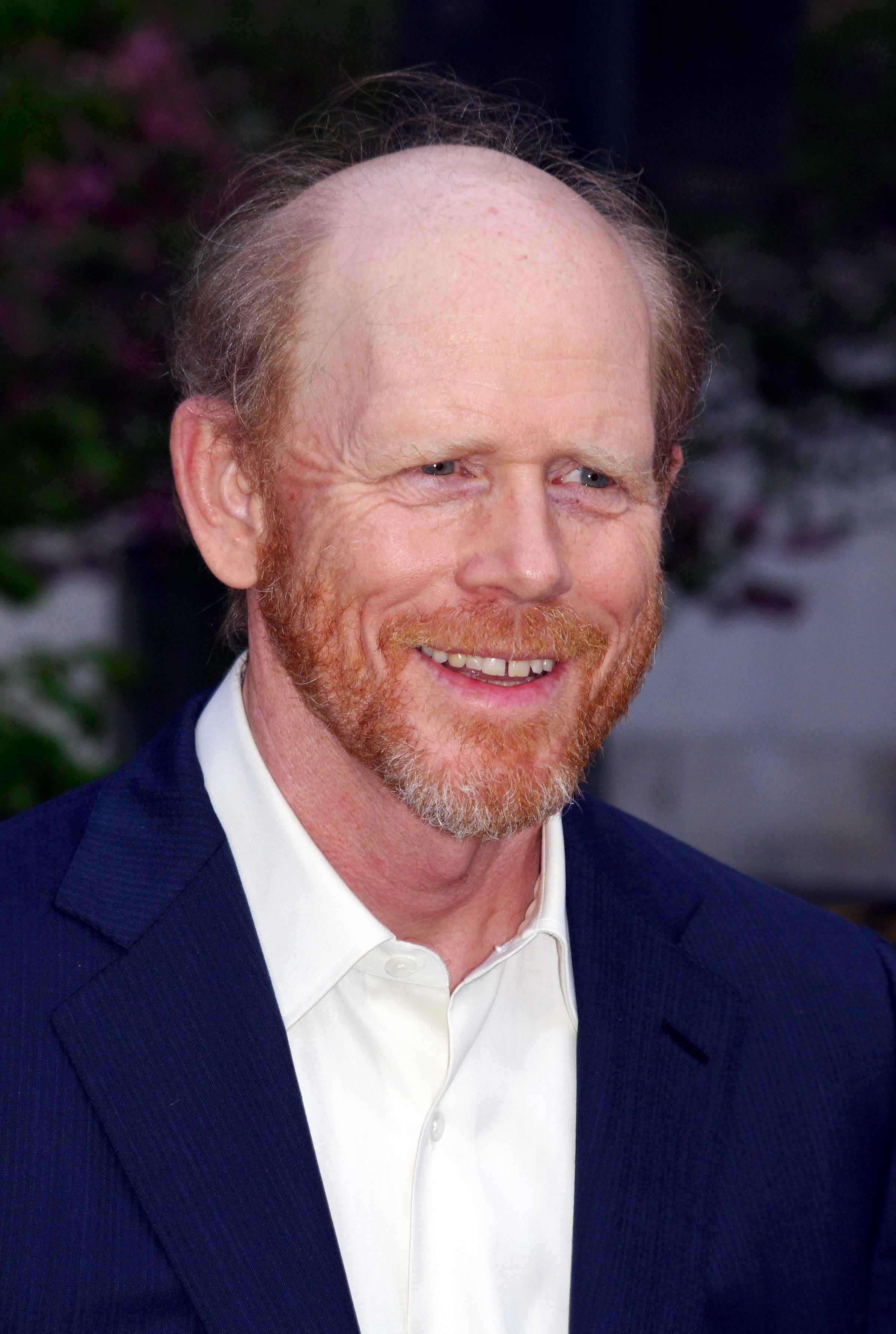
朗·霍华德凭《美丽心灵》获导演奖

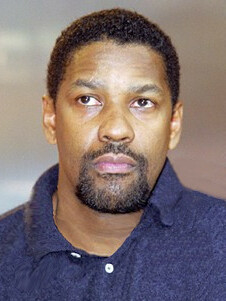
丹泽尔·华盛顿因《训练日》获男主角奖

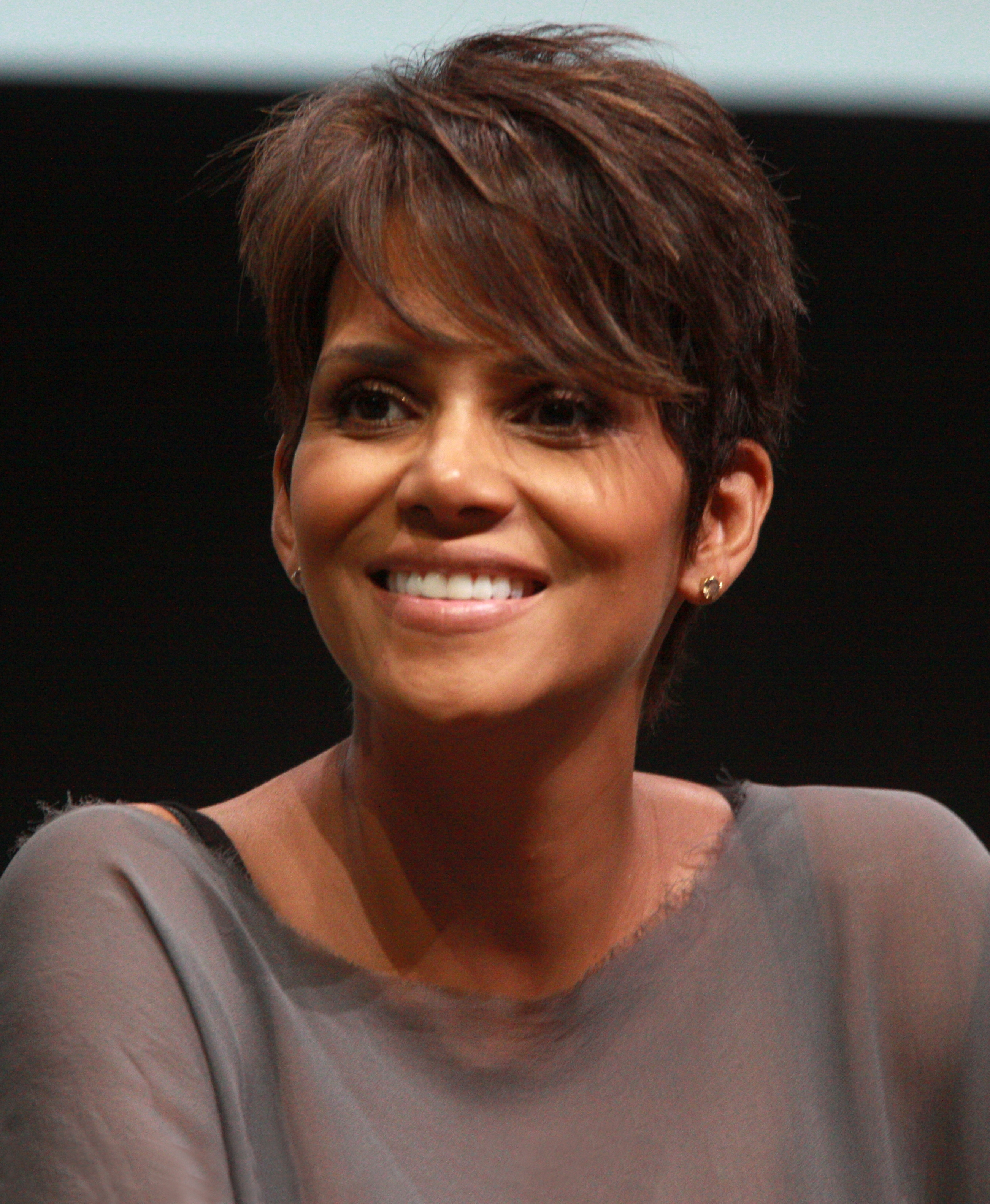
哈莉·贝瑞凭《死囚之舞》获女主角奖

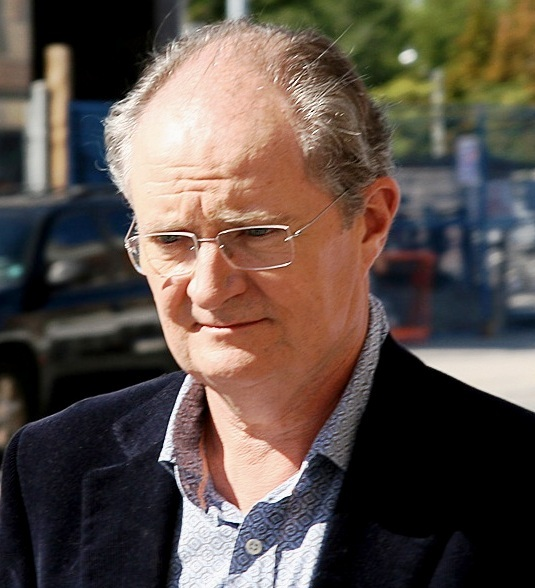
吉姆·布劳德本特因《长路将尽》获男配角奖

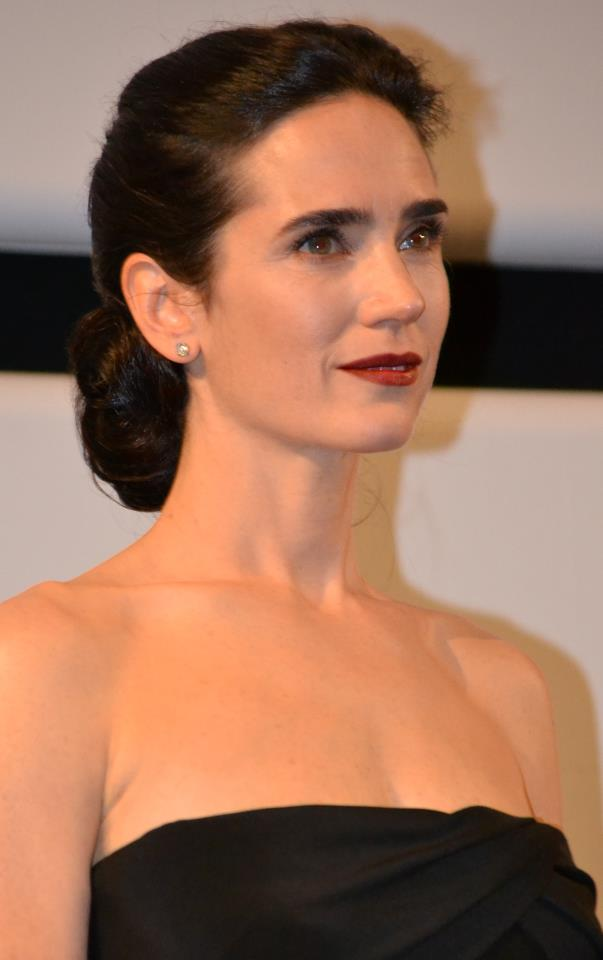
詹妮弗·康纳利凭《美丽心灵》获女配角奖

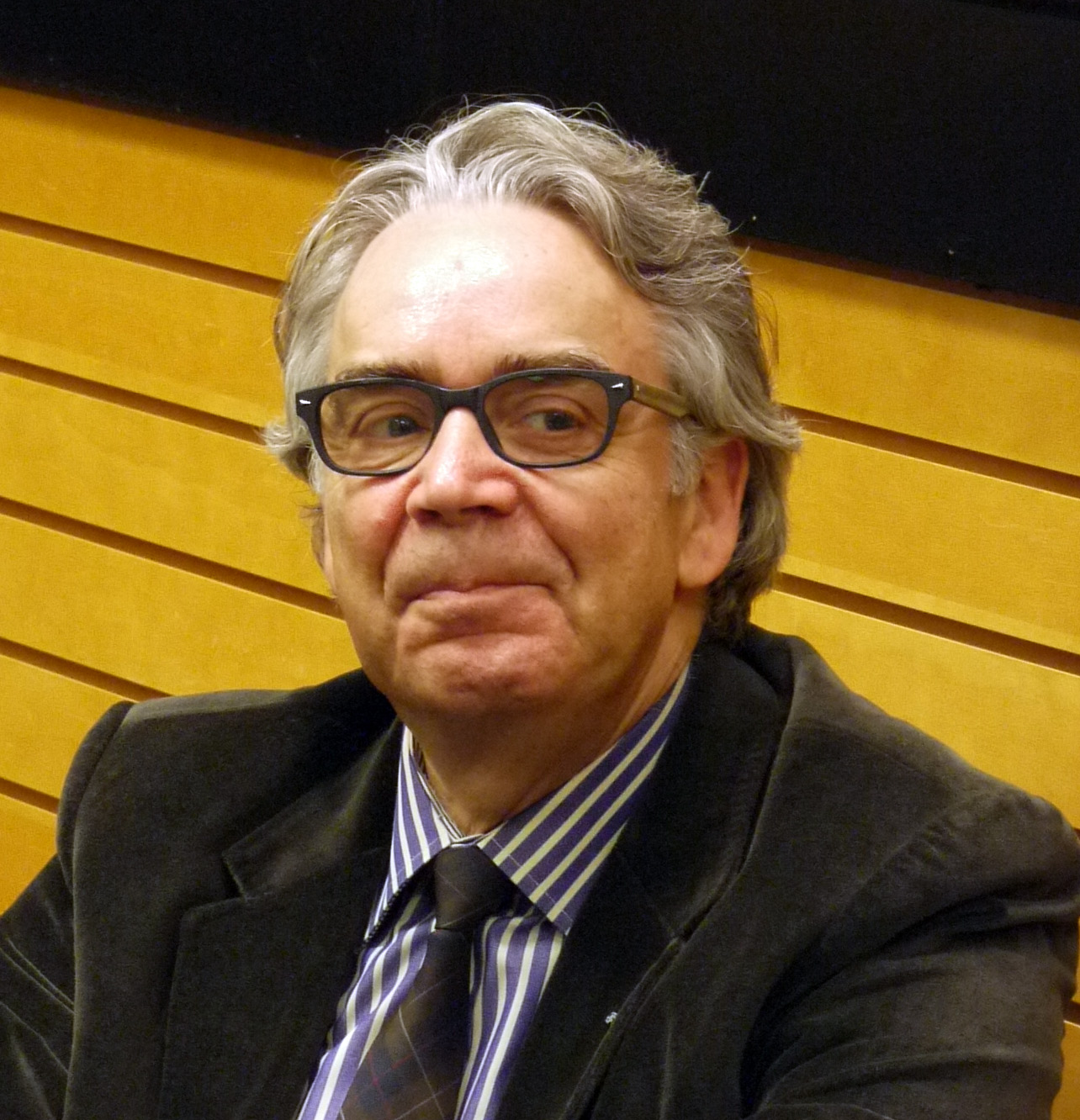
霍华德·肖因《指环王：护戒使者》获原创配乐奖

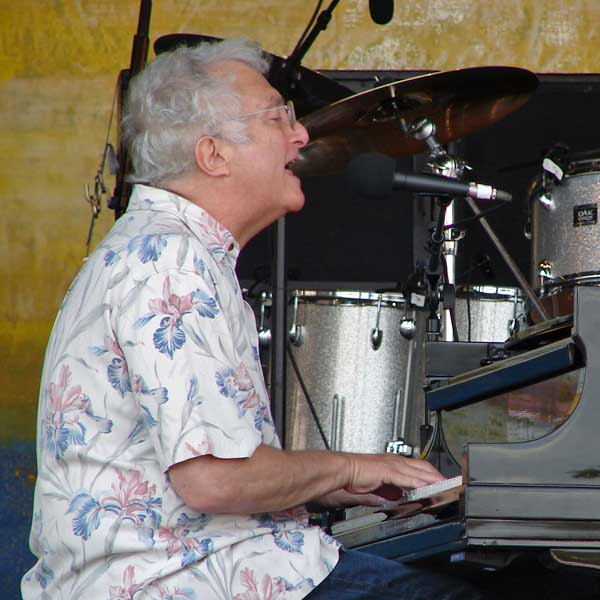
兰迪·纽曼凭《怪物返公司》片尾曲“If I Didn't Have You”获原创歌曲奖

获奖作品列在最上方一行，并且右侧会附上‡符号：
| 最佳影片 | 导演 |
| --- | --- |
| - 《美丽心灵》——布莱恩·格雷泽和朗·霍华德‡ - 《高斯福庄园》——罗伯特·奥特曼、鮑勃·巴拉班和大卫·李维（David Levy） - 《意外边缘》——罗斯·卡兹（Ross Katz）、托德·菲尔德（Todd Field）和格雷厄姆·里德（Graham Leader） - 《指环王：护戒使者》——彼得·杰克逊、法蘭·華許和巴里··奥斯本（Barrie M. Osborne） - 《红磨坊》——巴茲·雷曼、弗雷德·巴朗（Fred Baron）和马丁·布朗（Martin Brown）                                                                                    | - 朗·霍华德——《美丽心灵》‡ - 罗伯特·奥特曼——《高斯福庄园》 - 彼得·杰克逊——《指环王：护戒使者》 - 大卫·林奇——《穆赫兰大道》 - 雷德利·斯科特——《黑鹰坠落》 |
| 男主角 | 女主角 |
| - 丹泽尔·华盛顿——《训练日》‡ - 罗素·克劳——《美丽心灵》 - 西恩·潘——《我是山姆》 - 威尔·史密斯——《威爾史密斯之叱吒風雲》 - 湯姆·威爾金森——《意外边缘》 | - 哈莉·贝瑞——《死囚之舞》‡ - 朱迪·丹奇——《长路将尽》 - 妮可·基德曼——《红磨坊》 - 茜茜·斯派塞克——《意外边缘》 - 蕾妮·泽尔维格——《BJ单身日记》 |
| 男配角 | 女配角 |
| - 吉姆·布勞德本特——《长路将尽》‡ - 伊森·霍克——《训练日》 - 本·金斯利——《性感野兽》（Sexy Beast） - 伊恩·麦克莱恩——《指环王：护戒使者》 - 强·沃特——《拳王阿里》 | - 詹妮弗·康纳利——《美丽心灵》‡ - 海伦·米伦——《高斯福庄园》 - 玛吉·史密斯——《高斯福庄园》 - 玛丽莎·托梅——《意外边缘》 - 凯特·温斯莱特——《长路将尽》 |
| 原著剧本 | 原著改编 |
| - 《高斯福庄园》——朱利安·费罗斯（Julian Fellowes）‡ - 《天使爱美丽》——吉罗姆·洛朗（Guillaume Laurant）和让-皮埃尔·热内 - 《记忆碎片》——克里斯托弗·诺兰和乔纳森·诺兰 - 《死囚之舞》——麦罗·阿迪卡（Milo Addica）和威尔·罗科斯（Will Rokos） - 《天才一族》（The Royal Tenenbaums）——魏斯·安德森和欧文·威尔森 | - 《美丽心灵》——阿奇瓦·高斯曼改编自西尔维亚·娜萨的同名小说‡ - 《幽灵世界》（Ghost World）——丹尼尔·柯罗威斯（Daniel Clowes）和泰利·茨威戈夫（Terry Zwigoff）改编自丹尼尔·柯罗威斯的同名小说 - 《意外边缘》——托德·菲尔德和罗伯特·费斯廷格（Robert Festinger）改编自安德烈·达巴斯（Andre Dubus）的小说《杀戮》（Killings） - 《指环王：护戒使者》——彼得·杰克逊、弗兰·威尔士和菲利帕·鮑恩斯改编自J·R·R·托尔金的小说《魔戒現身》 - 《怪物史瑞克》——泰德·艾略特（Ted Elliott）、特里·鲁西奥（Terry Rossio）、乔·斯蒂尔曼（Joe Stillman）和罗杰·S·H·舒尔曼（Roger S. H. Schulman）改编自威廉·斯泰格（William Steig）的《史力加！》 |
| 动画长片 | 外语片 |
| - 《怪物史瑞克》——阿隆·华纳（Aron Warner）‡ - 《天才小子吉米》——约翰 A·戴维斯（John A. Davis）和史蒂夫·欧德科克（Steve Oedekerk） - 《怪物公司》——皮特·多克特和约翰·雷斯特 | - 《三不管地帶》（波黑，波斯尼亚语）——丹尼斯·塔诺维奇‡ - 《天使爱美丽》（法国，法语）——让-皮埃尔·热内 - 《他傻瓜谁聪明》（Elling，挪威，挪威语）——皮特·内斯（Petter Ness） - 《印度往事》（Lagaan，印度，印地语和博杰普尔语）——阿素托史·哥瓦力克（Ashutosh Gowariker） - 《新娘的儿子》（El hijo de la novia，阿根廷，西班牙语）——胡安·J·坎帕内拉 |
| 纪录片 | 纪录短片 |
| - 《周日早晨谋杀》——让哈维·德·莱斯特拉德（Jean-Xavier de Lestrade）和丹尼斯·庞塞特（Denis Poncet）‡ - 《地下孩童》（Children Underground）——伊迪特·贝尔兹伯格（Edet Belzberg） - 《棉花传统》（LaLee's Kin: The Legacy of Cotton）——苏珊·弗隆基（Susan Froemke）和德博拉·迪克森（Deborah Dickson） - 《美丽天堂》（Promises）——贾斯汀·夏皮罗（Justine Shapiro）和B·Z·戈德堡（B.Z. Goldberg） - 《战地摄影师》（War Photographer）——克里斯蒂安·弗雷（Christian Frei） | - 《透特》——莎拉·克诺常（Sarah Kernochan）和林恩·阿佩尔（Lynn Appelle）‡ - 《艺术家和孤儿：一个真正的戏剧》（Artists and Orphans: A True Drama）——莉安·克拉伯·麦克纳利（Lianne Klapper McNally） - 《歌唱》（Sing!）——芙蕾达·李·莫克（Freida Lee Mock）和杰西卡·桑德斯（Jessica Sanders） |
| 實景短片 | 动画短片 |
| - 《会计师》——雷·迈克金农（Ray McKinnon）和麗莎·布朗特‡ - 《复印店》（Copy Shop）——维吉尔·威尔里奇（Virgil Widrich） - 《格里高尔最伟大的发明》（Gregors größte Erfindung）——约翰内斯·基弗（Johannes Kiefer） - 《男孩纪事》（Meska Sprawa）——斯瓦沃米尔·法比斯基（Sławomir Fabicki）和博古姆·戈德弗里奥（Bogumil Godfrejow） - 《戏剧化》（Speed for Thespians）——卡尔曼·艾伯（Kalman Apple）和谢米拉·巴奇（Shameela Bakhsh） | - 《鸟！鸟！鸟！》——拉夫·埃格尔斯顿（Ralph Eggleston）‡ - 《一半儿灰色》（Fifty Percent Grey）——卢埃里·罗宾森（Ruairí Robinson）和谢默斯·拜恩（Seamus Byrne） - 《圣徒约翰》））——卡瑟尔·加夫尼（Cathal Gaffney）和达拉赫·奥康奈尔（Darragh O’Connell） - 《奇怪的入侵者》（Strange Invaders）——科德尔·巴克（Cordell Barker） - 《胡子的麻烦》（Stubble Trouble）——约瑟夫·E·梅里迪斯（Joseph E. Merideth） |
| 原创配乐 | 原创歌曲 |
| - 《指环王：护戒使者》——霍华德·肖‡ - 《美丽心灵》——詹姆斯·霍纳 - 《哈利·波特与魔法石》——约翰·威廉姆斯 - 《怪物公司》——兰迪·纽曼 - 《人工智能》——约翰·威廉姆斯 | - “”（《怪物公司》插曲）——词曲：兰迪·纽曼‡ - “”（《指环王：护戒使者》插曲）——词曲：恩雅、尼基·瑞安（Nicky Ryan）和罗玛·瑞安（Roma Ryan） - “”（《珍珠港》插曲）——词曲：黛安·华伦（Diane Warren） - “”（《穿越时空爱上你》插曲）——词曲：斯汀 - “”（《香草的天空》插曲）——词曲：保罗·麦卡特尼 |
| 音效剪辑 | 音效 |
| - 《珍珠港》——克里斯托弗·博伊斯和乔治·沃特斯二世（George Watters II）‡ - 《怪物公司》——加里·里德斯特罗姆和迈克尔·席维斯（Michael Silvers） | - 《黑鹰坠落》——迈克尔·明克勒、迈伦·奈廷佳、克里斯·蒙罗‡ - 《天使爱美丽》——文森特·阿纳迪、纪尧姆·勒里什、让·乌曼斯基 - 《指环王：护戒使者》——克里斯托弗·博伊斯、迈克尔·斯曼内科、格辛·克里夫、哈蒙德·匹克 - 《红磨坊》——安迪·尼尔森、安娜·贝尔默、罗杰·萨维奇、冈蒂斯·西克斯 - 《珍珠港》——凯文·奥康奈尔、格雷格·拉塞尔、彼得·戴夫林 |
| 艺术指导 | 摄影 |
| - 《红磨坊》——艺术指导：凯瑟琳·马丁；内部装饰：布里吉特·布罗赫（Brigitte Broch）‡ - 《天使爱美丽》——艺术指导：艾琳·博内托（Aline Bonetto）；内部装饰：玛丽-洛尔·瓦拉（Marie-Laure Valla） - 《高斯福庄园》——艺术指导：斯蒂芬·奥特曼（Stephen Altman）；内部装饰：安娜·平诺克 - 《哈利·波特与魔法石》——艺术指导：斯图尔特·克莱格（Stuart Craig）；内部装饰：斯蒂芬妮·麦克米兰（Stephenie McMillan） - 《指环王：护戒使者》——艺术指导：格兰特·梅杰（Grant Major），内部装饰：丹·汉娜（Dan Hennah） | - 《指环王：护戒使者》——安德鲁·莱斯尼‡ - 《天使爱美丽》——布鲁诺·德尔邦内尔 - 《黑鹰坠落》——斯瓦沃米尔·伊杰克 - 《缺席的人》——罗杰·狄金斯 - 《红磨坊》——唐纳德·麦卡尔平 |
| 化妆 | 服装设计 |
| - 《指环王：护戒使者》——彼得·歐文和理查德·泰勒‡ - 《美丽心灵》——格雷格·坎农和科琳·卡拉汉 - 《红磨坊》——莫里吉奥·西尔维和阿尔多·西诺勒提 | - 《红磨坊》——凯瑟琳·马丁和安格斯·斯特拉兹‡ - 《乱世美人》——米莱娜·坎农诺 - 《高斯福庄园》——珍妮·碧万 - 《哈利·波特与魔法石》——茱迪安娜·馬科夫斯基 - 《指环王：护戒使者》——姬拉·迪克森和理查德·泰勒 |
| 剪辑 | 视觉效果 |
| - 《黑鹰坠落》——彼得罗·斯卡利亚‡ - 《美丽心灵》——迈克·希尔和丹·汉利 - 《指环王：护戒使者》——约翰·吉尔伯特 - 《记忆碎片》——多迪·道恩 - 《红磨坊》——吉尔·比尔库克 | - 《指环王：护戒使者》——吉姆·萊吉、兰德尔·威廉·库克、理查德·泰勒、馬克·斯泰森‡ - 《人工智能》——丹尼斯·穆伦、斯科特·法勒、斯坦·温斯顿和迈克尔·兰特里 - 《珍珠港》——埃里克·布雷维格、约翰·弗雷泽、埃德·赫什和本·斯诺 |

#### 奥斯卡荣誉奖
- - 西德尼·波蒂埃[17]
  - 罗伯特·雷德福[18]

#### 戈登·E·索耶獎
- 埃德蒙·朱利奥

#### 简·赫尔索特人道精神奖
- - 阿瑟·希勒（Arthur Hiller）[19]

### 提名和获奖大户
| 提名数量 | 片名                  |
| -------- | --------------------- |
| 13       | 《指环王：护戒使者》  |
| 8        | 《美丽心灵》          |
| 8        | 《红磨坊》            |
| 7        | 《高斯福庄园》        |
| 5        | 《意外边缘》          |
| 5        | 《天使爱美丽》        |
| 4        | 《黑鹰坠落》          |
| 4        | 《怪物公司》          |
| 4        | 《珍珠港》            |
| 3        | 《哈利·波特与魔法石》 |
| 3        | 《长路将尽》          |
| 2        | 《人工智能》          |
| 2        | 《拳王阿里》          |
| 2        | 《记忆碎片》          |
| 2        | 《死囚之舞》          |
| 2        | 《怪物史莱克》        |
| 2        | 《训练日》            |

| 获奖数量 | 片名                 |
| -------- | -------------------- |
| 4        | 《美丽心灵》         |
| 4        | 《指环王：护戒使者》 |
| 2        | 《黑鹰坠落》         |
| 2        | 《红磨坊》           |

## 颁奖和表演嘉宾
以下人士出场颁发了奖项或表演节目：

### 颁奖嘉宾（按出场顺序排列）
| 姓名                        | 角色                                          |
| --------------------------- | --------------------------------------------- |
| 格伦·克洛斯 唐纳德·萨瑟兰   | 第74届奥斯卡颁奖典礼广播员                    |
| 汤姆·克鲁斯                 | 引出埃罗尔·莫里斯电影纪念蒙太奇               |
| 本尼西奥·德尔·托罗          | 颁发女配角奖                                  |
| 弗兰克·皮尔森               | 致开幕词欢迎各位来宾光临颁奖典礼              |
| 威尔·史密斯                 | 颁发剪辑奖                                    |
| 瑞恩·菲利普 瑞茜·威瑟斯彭   | 颁奖化妆奖                                    |
| 乌比·戈德堡                 | 介绍最佳影片奖提名电影《意外边缘》            |
| 本·斯蒂勒 欧文·威尔逊       | 颁发服装设计奖                                |
| 伍迪·艾伦                   | 引出诺拉·艾芙隆制作的向纽约致敬的蒙太奇       |
| 朱迪·福斯特                 | 颁发摄影奖                                    |
| 乌比·戈德堡                 | 介绍最佳影片奖提名电影《高斯福庄园》          |
| 海伦·亨特                   | 引出佩内洛普·斯皮瑞斯导演的纪录电影致敬蒙太奇 |
| 塞缪尔·L·杰克逊             | 颁发纪录片奖和纪录短片奖                      |
| 卡梅伦·迪亚兹               | 颁发艺术指导奖                                |
| 查理兹·塞隆（预录片段）     | 颁发科技成果奖和戈登·E·索耶奖                 |
| 内森·连恩                   | 颁发动画长片奖                                |
| 哈莉·贝瑞                   | 颁发音效和音效剪辑奖                          |
| 玛茜娅·盖伊·哈登            | 男配角奖                                      |
| 乌比·戈德堡                 | 介绍最佳影片提名电影《指环王：护戒使者》      |
| 伊恩·麦克莱恩 玛吉·史密斯   | 引出太阳马戏团的现场表演                      |
| 克斯汀·邓斯特 托比·马奎尔   | 颁发视觉效果奖                                |
| 艾丽·麦古奥 瑞恩·奥尼尔     | 向阿瑟·希勒颁发简·赫尔索特人道精神奖          |
| 本·金斯利                   | 引出由约翰·威廉姆斯指挥演奏的电影配乐致敬桥段 |
| 桑德拉·布洛克 休·格兰特     | 颁发原创配乐奖                                |
| 沃尔特·米里奇 丹泽尔·华盛顿 | 向西德尼·波蒂埃颁发奥斯卡荣誉奖               |
| 休·杰克曼 娜奥米·沃茨       | 颁发短片和动画短片奖                          |
| 乌比·戈德堡                 | 介绍最佳影片提名电影《红磨坊》                |
| 乔什·哈奈特                 | 引出原创歌曲奖提名作品的现场表演              |
| 珍妮弗·洛佩兹               | 颁发原创歌曲奖                                |
| 伊森·霍克 格温妮斯·帕特洛   | 颁发原著改编奖和原著剧本奖                    |
| 莎朗·斯通 约翰·特拉沃尔塔   | 颁发外语片奖                                  |
| 凯文·斯派西                 | 引出纪念去世影人片断                          |
| 芭芭拉·史翠珊               | 向罗伯特·雷德福颁发奥斯卡荣誉奖               |
| 罗素·克劳                   | 颁发女主角奖                                  |
| 乌比·戈德堡                 | 介绍最佳影片提名电影《美丽心灵》              |
| 朱丽娅·罗伯茨               | 颁发男主角奖                                  |
| 梅尔·吉布森                 | 颁发导演                                      |
| 汤姆·汉克斯                 | 颁发最佳影片                                  |

### 表演嘉宾（按出场顺序排列）
| 姓名                  | 角色     | 表演                         |
| --------------------- | -------- | ---------------------------- |
| 约翰·威廉姆斯         | 音乐编排 | 管弦乐                       |
| 太阳马戏团            | 表演者   | 向电影视觉效果致敬的特别节目 |
| 斯汀                  | 表演者   | 《穿越时空爱上你》插曲“”     |
| 恩雅                  | 表演者   | 《指环王：护戒使者》插曲“”   |
| 约翰·古德曼 兰迪·纽曼 | 表演者   | 《怪物公司》插曲“”           |
| 菲丝·希尔             | 表演     | 《珍珠港》插曲“）”           |
| 保罗·麦卡特尼         | 表演者   | 《香草天空》插曲“”           |

## 典礼资讯

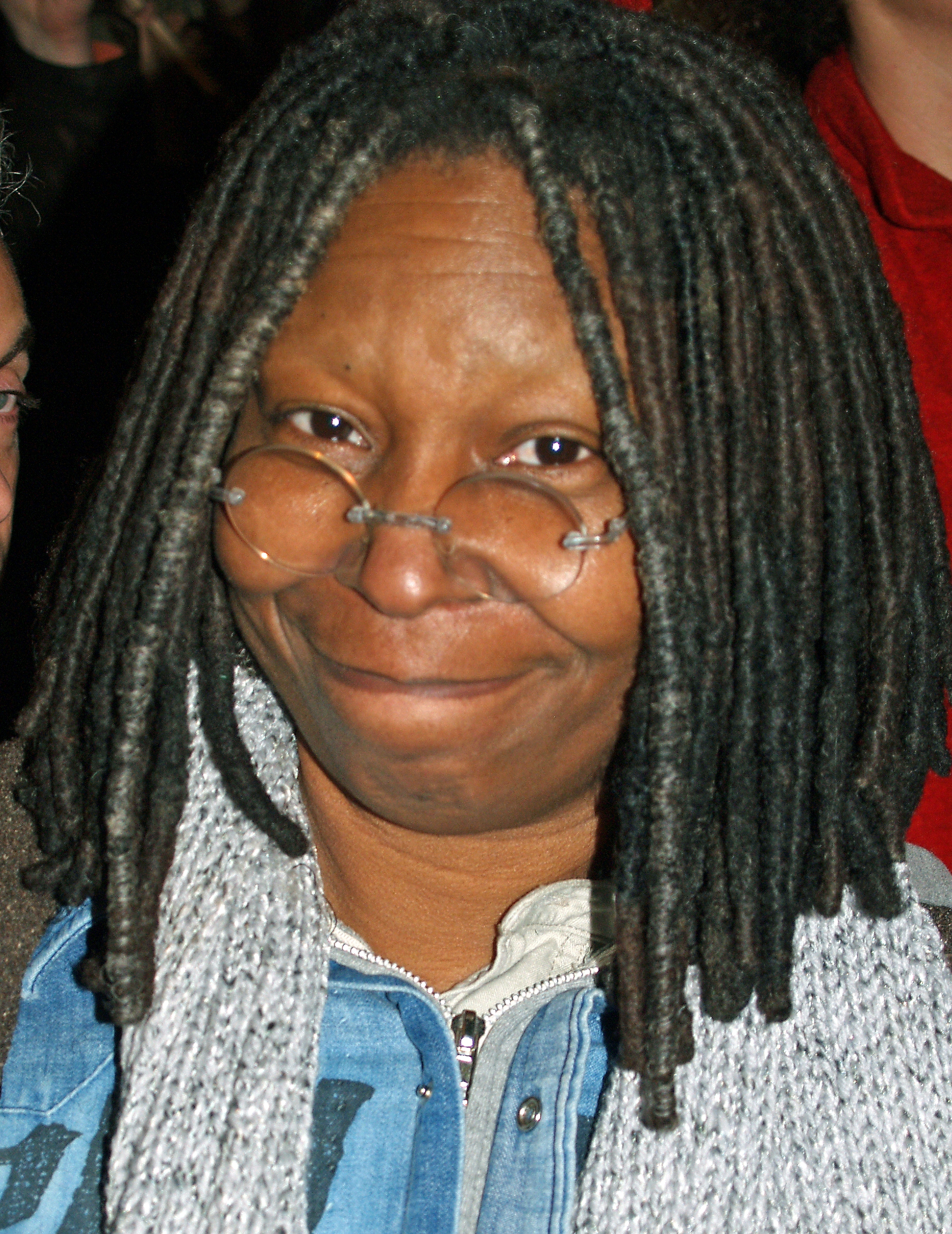
乌比·戈德堡担任第74届奥斯卡颁奖典礼的主持人。

美国电影艺术与科学学院希望为颁奖典礼找到新的主办地点，因为多萝西·钱德勒大厅一方面座位数量已现捉襟见肘之像，另一方面可以用来彩排的时间也不是很充分。同时在神殿礼堂举行晚会也存在着与其他庆典有所冲突，导致宾客可能不能方便地找到目的场地的问题:160。1997年8月，学院与加拿大开发公司特里泽克哈恩（TrizecHahn）开始就在好莱坞大道和高地大道交界，中国戏院邻近修筑一幢新的娱乐综合大楼展开蹉商。双方于7个月后达成为期20年的协议，让颁奖典礼可以在新的场地举行，该场地距1929年举办首届颁奖晚会的好莱坞罗斯福酒店也很近。这也成为继1960年在庞特吉斯剧院举行的第32届颁奖典礼以来首次在好莱坞举办的奥斯卡颁奖晚会。
从奥斯卡回归好莱坞的角度出发，学院于2001年9月聘请电影制片人兼索尼影視娱乐总裁劳拉·泽斯金担任晚会电视直播的监制。学院主席弗兰克·皮尔森对此表示：“这场晚会的监制工作即使不是娱乐界最具挑战的工作，那也能排得上号了。劳拉·泽斯金过往的表现说明她拥有担当此任所需要的一切智慧和经验”。这也成为历史上首次由一位女性独立完成奥斯卡颁奖典礼的监制工作。四个月后，乌比·戈德堡获选担任晚会的主持人，对此泽期金在接受《洛杉矶时报》采访时表示，她认为戈德堡拥有足够的“温情、幽默、人性和社会良知，我觉得这些品质都是今年晚会上必不可少的。我很期待与乌比合作，呈现出一个既具娱乐性又有意义的夜晚”。
与此同时，九一一袭击事件也对晚会及其周边事项产生了影响。虽然出现了颁奖典礼予以推迟或取消的猜测和建议，但学院主席皮尔森在《综艺》上的专栏中表示，学院绝不会这么做，因为这相当于在向外界宣告：“恐怖主义赢了”。不过基于安保方面的考量，学院宣布对晚会前的红地毯看台座位将增加预约性的限制，申请人将随机入选，并且还会受到背景调查。除此以外，之前曾拒绝出席颁奖典礼的电影编剧、导演、演员兼制片人伍迪·艾伦，到了当晚也意外出现在晚会现场，展示由纽约电影制片人兼剧作家诺拉·艾芙隆制作的一段向纽约致敬的短片。
另外还有多人参与了颁奖典礼的制作。女演员格伦·克洛斯和男演员唐纳德·萨瑟兰共同担任电视广播的报幕员:292。电影作曲家约翰·威廉姆斯担任管弦乐团指挥，在现场播放一段由凯尔·库珀（Kyle Cooper）制作，旨在向电影配乐致敬的短片时演奏一些电影配乐的片段。电影人埃洛·莫里斯也拍摄了一段短片，其中有多位名流探讨他们对电影的回忆。导演佩内洛普·斯皮瑞斯（Penelope Spheeris）还制作了一段向过去60年中获得奥斯卡奖肯定的纪录电影致敬的短片。太阳马戏团当晚也来到现场，表演了一段由电影和视觉特效所启发的舞蹈曲目。

### 新增动画长片奖
从本届颁奖典礼开始，美国电影艺术与科学学院新增了一个奖励动画长片的竞争性奖项。据学院通讯主任约翰·帕夫利克（John Pavlik）表示，一部影片至少要有75%属动画制作才能参与该奖项角逐，并且一个日历年内要有至少8部符合资格的电影上映才会颁发这一奖项，提名电影数量为三个，如果符合资格的电影达到12部以上，那么提名数量也将相应增加到5个。这一奖项诞生前，一共有三部迪斯尼公司电影获得过奥斯卡特别成就奖，分别是1937年的《白雪公主与七个小矮人》、1988年的《谁陷害了兔子罗杰》和1995年的《玩具总动员》。

### 提名电影票房表现
截止2月12日提名名单公布时，五部最佳影片奖提名电影在美国的总计票房收入为4亿8429万9092美元，平均每部9685万9818美元。其中《指环王：护戒使者》以2亿7167万8039美元名列榜首，之后分别是收入1亿1370万4771美元的《美丽心灵》，进账5713万5166美元的《红磨坊》，收入2226万4690美元的《高斯福庄园》和进账1951万6426美元的《意外边缘》。
1999年美国电影票房50强中有14部电影获得了共计46项提名。其中《指环王：护戒使者》（亚军》、《怪物史莱克》（季军）、《怪物公司》（第4名）、《美丽心灵》（第15名）、《黑鹰坠落》（第25名）、《天才小子吉米》（第27名）、《训练日》（第29名）、《单身日记》（第31名）、《拳王阿里》（第41位）和《红磨坊》（第44名）获得了最佳影片、动画长片、导演或任何一项表演、编剧类奖项提名。另外4部获提名的分别是《哈利·波特与魔法石》（冠军）、《珍珠港》（第7名）、《香草的天空》（第19位）和《人工智能》（第28位）。

### 专业评价
本场晚会所获得的媒体评价褒贬不一，有些较为负面。《今日美国》电视评论员罗伯特·比安科（Robert Bianco）批评晚会“过于自恋且缺乏特色，几乎自始至终都很沉闷”。《波士顿环球报》（Boston Globe）专栏作家马修·吉尔伯特（Matthew Gilbert）哀叹“电视上最受关注的鼻涕虫爬回镇上来了”。他还称：“就像往常一下，先是一堆技术类奖项在节目中途组成百慕大三角，然后再用一大堆电影片断和歌舞曲目来让我们的大脑感到麻木”。《萨克拉门托蜜蜂报》（The Sacramento Bee）的里克·基什曼（Rick Kishman）感慨道：“这是（历史上）首次最佳男、女主角奖获奖者都是非裔美国人……然而，观众却不得不坚持看完这好几个小时来表示（自己对此的）关切。”他还讽刺节目中太多的蒙太奇和致敬段落拖累了节目的进程。
其他媒体对节目的评价更为正面。《橙县纪事报》（Orange County Register）影评人亨利·希恩（Henry Sheehan）称赞了戈德堡的主持表现，称她引入《红磨坊》段落的做法构思巧妙，效果也很好，并且连续不断的笑料把节目引上了正轨。《丹佛邮报》电视专栏作家乔安妮·奥斯特鲁夫（Joanne Ostrow）对颁奖典礼赞不绝口，称这全长近五小时的电视转播壮丽、高效、华丽，在一些惊艳服饰的帮助下有历史性的美感。她还认为，丹泽尔·华盛顿和哈利·贝瑞的获奖致辞加上向西德尼·波蒂埃致敬的桥段让这个夜晚有了历史性的意义，让人感慨万千。《西雅图邮讯报》的约翰·莱韦斯克（John Levesque）称制片人泽斯金制作出了自己所记得最棒的一场奥斯卡颁奖典礼，并且将之与过去的晚会相比，认为这个夜晚特别清新、明快和与众不同。

### 收视率和奖项
本届颁奖典礼通过美国广播公司在美国直播，其播出时段里平均有4182万观众收看，与去年相比降低了3%。从尼尔森收视率调查的数量看，节目的表现也不及去年，吸引了25.4%的家庭观看，低于去年的26.2%，在18至49岁年龄段观众群的收视率为16.1%，不及前一年的17.8%。
2002年7月，颁奖典礼获得了第54届黄金时段艾美奖的7项提名，并在两个月后为黛布拉·布朗（Debra Brown）赢得了舞蹈编排奖。

## 纪念
奥斯卡颁奖典礼上一年一度的“纪念”致敬环节旨在纪念过去一年中逝世的业内人士，本场晚会上的这一环节由男演员凯文·斯派西引出，纪念了下列人士：
| - 杰克·莱蒙 - 奈杰尔·霍桑 - 碧翠絲·史翠 - 艾蓮·赫格 - 杰森·米勒（Jason Miller） - 安·萨森（Ann Sothern） - 哈罗德·拉塞尔（Harold Russell） - 金·斯坦利 - 迈克尔·里奇（Michael Ritchie） - 泰德·戴米（Ted Demme） - 巴德·伯蒂彻（Budd Boetticher） - 敕使河原宏 - 赫伯特·罗斯（Herbert Ross） | - 朱莉娅·菲利普斯（Julia Phillips） - 杰伊·利文斯通（Jay Livingston） - 威廉·汉纳 - 查克·琼斯 - 塞缪尔·Z·阿考夫（Samuel Z. Arkoff） - 达尼罗·多纳蒂（Danilo Donati） - 萨沙·维尔尼（Sacha Vierny） - 约翰·A·阿朗索（John A. Alonzo） - 凯勒·欧康纳（Carroll O'Connor） - 艾莉娅 - 乔治·哈里森 - 安东尼·奎恩 |

纪念视频短片开始播放前，斯派西请求全场默哀，纪念9月11日恐怖主义袭击中的遇难者。

## 扩展阅读
- Levy, Emanuel. . New York, United States: Continuum International Publishing Group. 2003. ISBN 0-8264-1452-4.